# سرطان الأمعاء
في علم الأورام سرطان الأمعاء الدقيقة يطلق عليه أيضا سرطان الأمعاء وسرطان الأمعاء الصغيرة، هو سرطان في الأمعاء الدقيقة، وهو نادر الحدوث نسبيًا بالمقارنة مع الأورام الخبيثة في الجهاز الهضمي الأخرى مثل سرطان المعدة وسرطان القولون.
سرطان الأمعاء الدقيقة يمكن تقسيمها إلى سرطان الإثني عشر (الجزء الأول من الأمعاء الدقيقة) وسرطان الصائم (الجزء الثاني من الأمعاء الدقيقة) واللفائفي (يقع بعد الجزئين السابقين من الأمعاء الدقيقة). سرطان الإثني عشر لديه الكثير من القواسم المشتركة مع سرطان المعدة، في حين أن سرطان الصائم واللفائفي لديهم الكثير من القواسم المشتركة مع سرطان القولون والمستقيم. معدلات البقاء على قيد الحياة بمدة 5 سنوات هي 65٪.
عدة أنواع فرعية مختلفة من السرطان الأمعاء الدقيقة موجودة. وتشمل هذه:
- سرطان أنسجة الجهاز الهضمي
- سرطان غدي
- اللمفوما
- سرطان اللفائفي

## عوامل الخطر
عوامل الخطر لسرطان الأمعاء وتشمل 
- داء كرون
- داء بطني
- إشعاع مؤين

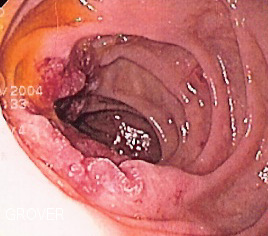
صورة بالمنظار لغدية من معي الاثنا عشر.

- سرطان القولون والمستقيم الوراثي نونبوليبوسيس، متلازمة بويتزجيغرز، داء السلائل
- الذكور أكثر عرضة لتطور المرض بنسبة 25٪

الأورام الحميدة والظروف التي قد يكون التشخيص فيها بسرطان الأمعاء الدقيقة خطأ:
- ورم عابي
- سل